# Sogatella subana
Sogatella subana är en insektsart som först beskrevs av Crawford 1914.  Sogatella subana ingår i släktet Sogatella och familjen sporrstritar. Inga underarter finns listade i Catalogue of Life.